# Dendronephthya crystallina
Dendronephthya crystallina is een zachte koraalsoort uit de familie Nephtheidae. De koraalsoort komt uit het geslacht Dendronephthya. Dendronephthya crystallina werd in 1909 voor het eerst wetenschappelijk beschreven door Henderson. 